# Estação Ferroviária de São Mamede de Infesta
A Estação Ferroviária de São Mamede de Infesta é uma interface ferroviária da Linha de Leixões, que serve a localidade de São Mamede de Infesta, no Município de Matosinhos, em Portugal. Efetua serviços de passageiros desde 9 de fevereiro de 2025.

## Descrição
Este interface tem acesso pela Rua da Estação, na localidade de São Mamede de Infesta; o edifício de passageiros situa-se do lado norte da via (lado direito do sentido ascendente, a Leixões). Está decorado com painéis de azulejos polícromos de temática campestre, produzidas pelas oficinas de Leopoldo Battistini, director artístico da Fábrica Constância, em Lisboa. Em dados de 2010, apresentava duas vias de circulação, ambas com 513 m de comprimento; as duas gares tinham 68 e 70 m de extensão, e 70 m de altura.

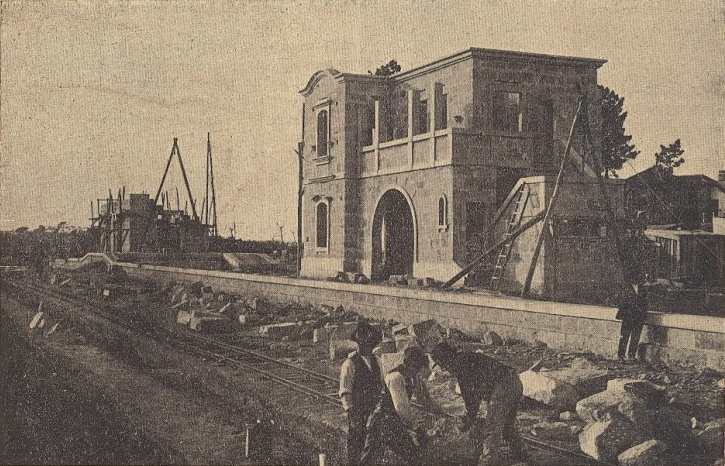
Obras de construção da Estação de São Mamede de Infesta.

## História

### Planeamento e construção
Um concurso público de 27 de janeiro de 1931 entregou uma empreitada, referente ao conjunto dos trabalhos complementares da Linha de Leixões, ao empresário Waldemar Jara d’Orey. Estas obras incluíam a instalação da via férrea entre Contumil e Leixões, e a construção de todas as estações e apeadeiros, incluindo São Mamede. Esta estação deveria ser servida por comunicações telefónicas, ter um edifício de passageiros, um cais coberto e outro descoberto, uma calçada à portuguesa, e uma estrada de acesso, prevendo-se inicialmente que a variante de São Mamede da Estrada Nacional n.º 3 fosse rebaixada para atravessar as vias.
Em 1934, durante a construção da Linha de Leixões, verificaram-se alguns problemas no planeamento desta estação, relativas ao cruzamento com a estrada; com efeito, estava a ser pensada uma solução alternativa, através da construção de uma passagem superior. Nesse ano, estavam quase concluídos os trabalhos no edifício da estação, e nos cais coberto e descoberto, mas ainda não tinham sido iniciadas as obras na passagem superior.

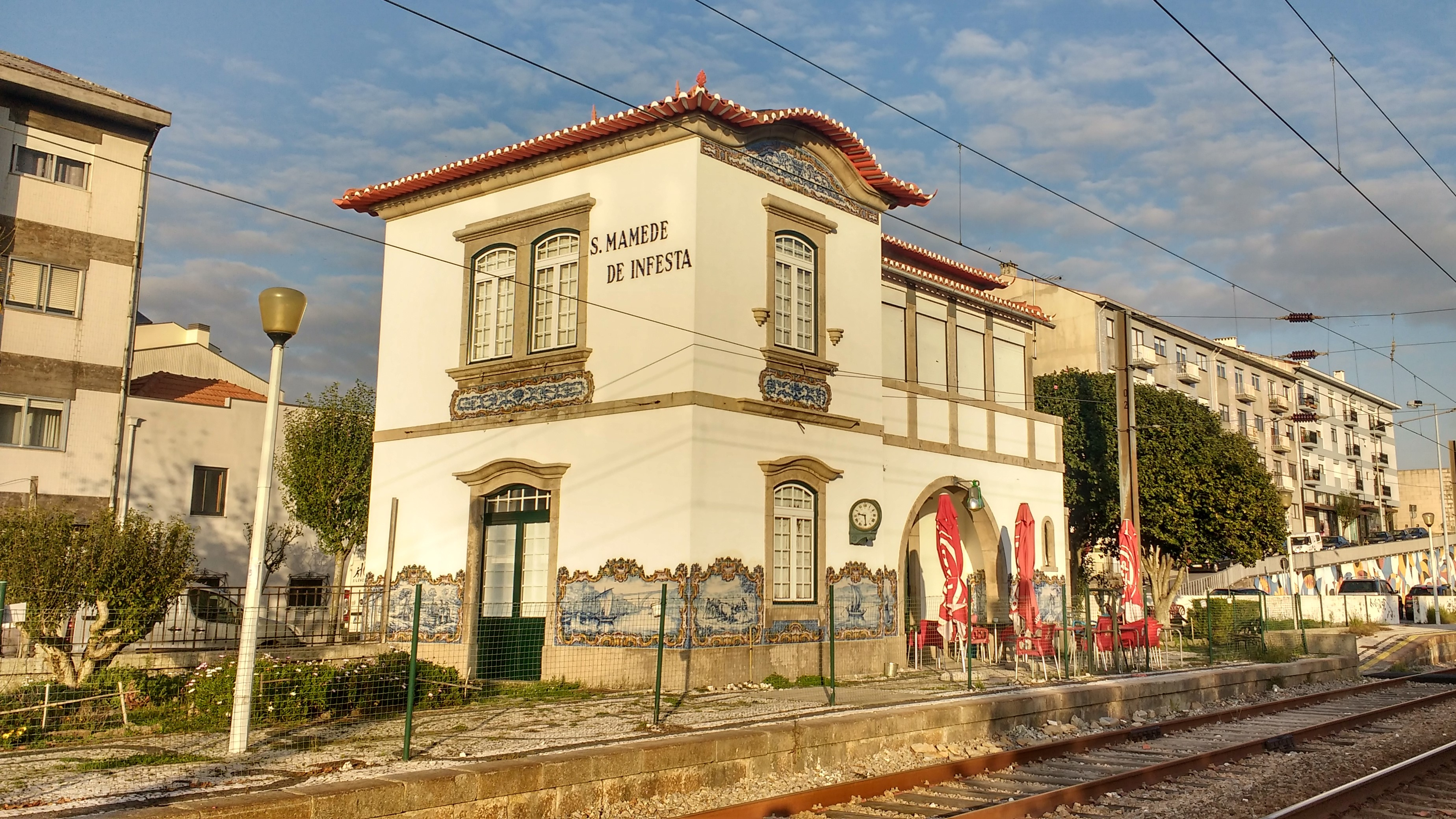
A Estação Ferroviária de São Mamede de Infesta em 2020.

### Entrada ao serviço
O troço entre Contumil e Leixões foi aberto à exploração em 18 de setembro de 1938.

### Serviço de passageiros em 2009-2011
Todos os serviços ferroviários de passageiros na Linha de Leixões, que se tinham iniciado em 2009, foram suspensos em 1 de fevereiro de 2011 pela empresa Comboios de Portugal, que justificou esta medida alegando reduzida procura.

### Serviço de passageiros em 2025
O serviço ferroviários de passageiros na Linha de Leixões foi reposto de Campanhã até Leça do Balio a 9 de fevereiro de 2025, resultando na reabertura deste interface.

## Ligações Externas
- “Sinalização da Estação de São Mamede de Infesta” (orientado com a base da imagem para norte, publ. 1978)
- «Galeria de fotografias da Estação de São Mamede de Infesta, no sítio electrónico Railfaneurope» (em inglês)
- «Página sobre a Estação de São Mamede de Infesta, no sítio electrónico Wikimapia»